# Gare de Nantes
Gare de Nantes – stacja kolejowa w Nantes, w regionie Kraj Loary, we Francji. Stacja ma 6 peronów.